# Mustela putorius
La puzzola (Mustela putorius, Linnaeus, 1758), nota anche come puzzola comune, nero o puzzola della foresta, furetto europeo, o furetto selvaggio, è un mammifero carnivoro della famiglia dei Mustelidi.
Con lo stesso nome vengono a volte designate le specie appartenenti al genere Mephitis e Ictonyx, il cui nome comune corretto è invece moffette per le prime e zorille per le seconde, con cui la puzzola è solo lontanamente imparentata, ma con cui condivide la caratteristica capacità di secernere una sostanza maleodorante da apposite ghiandole sottocaudali: la specie condivide invece un legame assai più diretto con le altre specie di mustelidi come il visone europeo (Mustela lutreola), con cui si ibrida facilmente. La sua domesticazione, originariamente per fini venatori, ha dato origine al furetto.

## Distribuzione
Con sei sottospecie riconosciute (Mustela putorius anglia, Mustela putorius aureola, Mustela putorius caledoniae, Mustela putorius mosquensis, Mustela putorius putorius, Mustela putorius rotschildi). Invece le sottospecie eversmanii e furo vengono attualmente considerate specie a sé stanti col nome di Mustela eversmanii e Mustela furo. La puzzola europea è diffusa in tutta l'Europa, a nord fino alla Svezia meridionale e alla Finlandia meridionale: manca invece sul versante adriatico della Croazia e in Grecia, mentre la si trova, seppure sia ivi assai rara, in Gran Bretagna. Nel XIX secolo la specie è stata inoltre introdotta in Nuova Zelanda, dove si è ambientata con successo a scapito della fauna locale.
In Italia la sottospecie nominale è diffusa, sia pure in maniera piuttosto discontinua, in tutta la penisola, mentre manca completamente sul territorio insulare.
Una caratteristica notevole della puzzola è la grande varietà di habitat in cui può prosperare: infatti la si trova dalle coste marine fin sulle montagne e vive altrettanto a suo agio tra le dune sabbiose o sulle rupi a picco sul mare, così come nelle praterie o nelle gole boscose. Tuttavia predilige le aree umide, come le rive di fiumi e pozze o comunque zone in prossimità di fonti d'acqua.

## Descrizione
Misura fino a 60 cm di lunghezza, di cui fino a 20 cm spettano alla coda, per un peso che può superare il chilo e mezzo: tuttavia questi valori massimi si riferiscono esclusivamente a esemplari di sesso maschile, in quanto in questa specie i maschi sono molto più grandi delle femmine, arrivando a pesare il doppio di esse e a misurare fino a un terzo in più.

### Aspetto

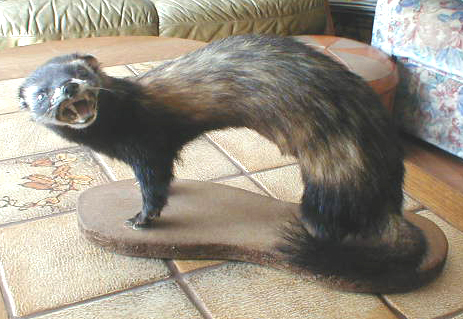
Un esemplare imbalsamato in Vallonia: notare il corpo affusolato.

Il corpo ha forma cilindrica ed è allungato e affusolato, in contrasto con le zampe corte e tozze: quando l'animale corre, compie ampie falcate piegandosi come un bruco, acquistando una velocità del tutto inaspettata. La testa è massiccia e arrotondata, con una caratteristica conformazione mandibolare, quasi sigillata al resto del cranio che conferisce all'animale una presa eccezionale durante il morso.
Il pelo, rado e setoloso d'estate e folto e sericeo d'inverno, è di colore bruno scuro sul dorso, con tendenza a scurirsi man mano che si va verso la zona ventrale, che, così come le zampe e la coda, tende al colore nero: è presente inoltre un folto sottopelo di color crema, la cui presenza è particolarmente evidente sui fianchi dell'animale. La testa, anch'essa nera, presenta dei disegni bianchi o di color crema su orecchie, muso e guance che vanno a formare una curiosa mascherina attorno agli occhi.

## Biologia
La puzzola ha abitudini prettamente notturne e solitarie: durante il giorno cerca rifugio in una cavità tranquilla, che può essere rappresentata sia da un anfratto naturale fra le rocce sia dalla tana abbandonata di una volpe o di un coniglio o da cui il legittimo proprietario viene scacciato in malo modo o ucciso. Nelle aree antropizzate le puzzole utilizzano anche le cataste di legname o le abitazioni come rifugi diurni.
Al calare delle tenebre l'animale esce in cerca di cibo, muovendosi velocemente sulle corte zampe che durante la deambulazione vengono mosse a mo' di planata: la puzzola si muove prevalentemente sul terreno, in quanto è assai meno atta di altri mustelidi, in primo luogo la faina e la martora, all'arrampicata e al movimento fra le fronde.
A causa delle sue abitudini spiccatamente solitarie, la puzzola è assai poco comunicativa e per la maggior parte del tempo resta in silenzio: tuttavia è in grado di emettere brevi guaiti o squittii; invece l'animale eccitato o spaventato emette dalle ghiandole sottocaudali il caratteristico liquido maleodorante per il quale l'animale è tanto conosciuto. Tale liquido non ha scopo difensivo come spesso si è pensato, quanto piuttosto una funzione territoriale, in quanto le puzzole prese in cattività non emanano quasi del tutto l'odore molesto. Oltre che con il proprio odore, le puzzole sono solite lasciare in segno di avvertimento per altri esemplari le proprie feci lungo i tragitti che il padrone di casa è solito percorrere, avendo cura di depositare i suoi escrementi in luoghi strategici.

### Alimentazione
Si tratta di animali prettamente carnivori: si nutrono principalmente di ratti, topi e conigli, uccelli e loro uova, rane, lucertole e serpenti. 
La puzzola individua la preda grazie allo sviluppatissimo olfatto: una volta raggiunta, l'animale azzanna la malcapitata vittima al collo, serrando le mascelle in modo così tenace che è possibile sollevare l'animale in aria assieme alla sua preda senza che esso allenti la presa. In tal modo le puzzole hanno ragione anche di animali di dimensioni assai maggiori, come i grossi conigli. Le puzzole usano trasportare prede di piccole dimensioni afferrandole a metà dorso, più o meno come fanno i cani da caccia quando riportano la selvaggina.
Quando il cibo scarseggia, la puzzola può ripiegare sugli invertebrati e addirittura cominciare a nutrirsi di bacche e frutti: tuttavia essa è assai meno atta dei suoi parenti Canidi e Ursidi a digerire tali tipi di cibo e perciò se ne nutre solo in casi eccezionali. Del tutto infondata è la credenza secondo cui la puzzola sia immune al veleno delle vipere, che è solita cacciare.

### Riproduzione

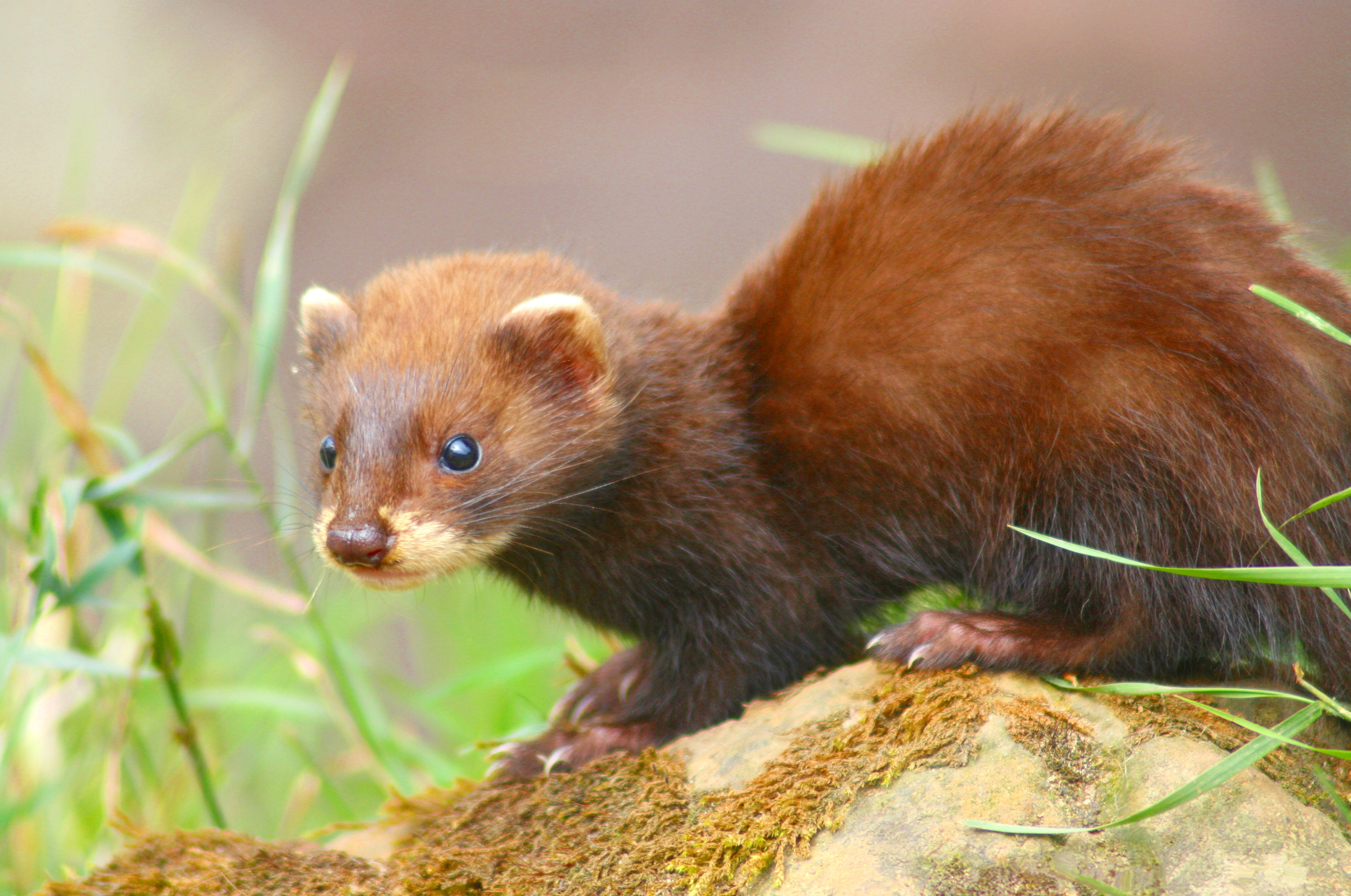
Un cucciolo di puzzola: la caratteristica mascherina non compare prima dei tre mesi di vita.

La stagione degli amori cade durante l'inverno: i maschi, che spesso lottano fra loro per conquistarsi il diritto di accoppiarsi con la femmina, durante la copula afferrano coi denti la nuca delle femmine, scuotendole con veemenza.
La femmina è in grado di ritardare per varie settimane l'impianto dell'ovulo fecondato sulle pareti uterine: per questo motivo, anche se l'accoppiamento avviene in inverno, i cuccioli nascono solitamente in aprile-maggio. La gestazione dura circa sei settimane, al cui termine la femmina dà alla luce una cucciolata comprendente dai tre agli otto cuccioli, ciechi, sordi e ricoperti da una rada pelliccia biancastra, mentre la pelle è di colore rosato: in prossimità del parto, essa comincia a foderare il nido con erba secca e pelo per renderlo più confortevole. I cuccioli vengono svezzati attorno al mese d'età: tuttavia la femmina continua ad accudirli sino al raggiungimento della taglia adulta (attorno al terzo mese) anche se i cuccioli non possono dirsi sessualmente maturi prima dei sei mesi di vita.
La femmina è solita partorire una sola volta all'anno: tuttavia se la nidiata non sopravvive, può andare nuovamente in estro per rimpiazzarla.

## Ibridi
La puzzola può dar vita a ibridi col furetto (Mustela putorius x Mustela putorius furo).